# Индуктор (биология)
В молекулярной биологии индуктор представляет собой молекулу, которая регулирует экспрессию генов. Индуктор может связываться с репрессором или активатором.
Индукторы функционируют при отключённых репрессорах. Ген экспрессируется тогда, когда индуктор связывается с репрессором. Связывание индуктора с репрессором предохраняет репрессор от привязки к оперону. После этого РНК-полимераза может начать транскрипцию генов оперона.
Индукторы также могут функционировать путём связывания с активаторами. В отсутствии индуктора активаторы, как правило, слабо связываются с ДНК. Индуктор образует комплекс с активатором, многократно повышая его активность, после чего такой комплекс связывается с активируемой последовательностью и активирует целевой ген, запуская его транскрипцию. Удаление индуктора останавливает транскрипцию.
Поскольку необходима малая молекула индуктора, повышение экспрессии целевого гена называется индукцией. Оперон лактозы является одним из примеров индуцированной системы.

## Функция
Репрессоры белка связываются с цепочкой ДНК и предотвращает РНК-полимеразу от синтеза мРНК путём присоединения к ДНК. Индукторы связываются с репрессорами, заставляя их изменять форму и предотвращая их от связывания с ДНК. Таким образом, они позволяют проводить транскрипцию, и, следовательно, экспрессию гена.
Для экспрессии гена, его ДНК последовательность должна быть скопирована (в процессе, известном как транскрипция), в мобильную молекулу под названием РНК (мРНК), которая несёт в себе инструкции для белка в место синтеза белка (в процессе, известном как трансляция). Много различных типов белков могут влиять на уровень генной экспрессии путём усиления или подавления транскрипции. У прокариот, эти белки часто действуют на части ДНК, известные как операторы в начале гена. Промотор, содержащий РНК-полимеразу, фермент, который копирует генетическую последовательность и синтезирует мРНК, прикрепляется к ДНК.
Некоторые индукторы модулируются активаторами, которые обладают противоположным эффектом экспрессии гена, репрессорами. Индукторы связываются с активатороми белков, что позволяет им связываться с ДНК-цепочками, где они способствуют транскрипции РНК.
Лиганды, которые инактивируют активаторы белков, технически не классифицируются как индукторы, поскольку их действие вызывает обратный эффект — предотвращение транскрипции.

## Примеры

### Лактозный оперон
Индуктором в лактозном опероне является аллолактоза. Если лактоза присутствует в среде, то небольшое её количество будет преобразовано в аллолактозу в нескольких молекулах β-галактозидазы, которые присутствуют в клетке. Аллолактоза связывается с репрессором и уменьшает сродство репрессора к сайту оператора.
Однако, когда в системе представлены лактоза и глюкоза, лактозный оперон подавляется. Объясняется это тем, что глюкоза активно предотвращает индукцию lacZYA.

### Оперонara
В опероне ara индуктором является арабиноза.